# Ахмед Фенакети
Ахмед Фенакети (Banākatī, перс. احمد فناکتی / احمد بناکتی‎, до 1242 — 10 апреля 1282) — высокопоставленный чиновник, мусульманин персидского происхождения при дворе Хубилай-хана. Ахмад был уроженцем города Фенакети, расположенного к югу от Ташкента. В записках Марко Поло он фигурирует как Байло Ахмат. Считается, что его действия подорвали авторитет хана и династии Юань.
Впервые упоминается в исторических хрониках как приближенный высокопоставленного лица из племени конграт — шурина Чингисхана. Ахмед был протеже любимой жены Хубулай-хана Чаби (ум. в 1281 г.). За время царствования Хубилая поднялся из неизвестности до одного из самых властных чиновников хана, создав сильную фракцию мусульман в имперском правительстве. Ахмед занимался финансовой политикой, пользовался большим доверием и обладал влиянием на Хубилая. По сообщениям современников, он был надменен и пользовался своим влиянием на хана, запугав и подчинив весь двор. Хан фактически оставлял на него внутреннюю финансовую политику, пока сам занимался интересующими его больше военными делами. Был объявлен Хубилай-ханом «одним из четырех духовных светочей империи».
После смерти его покровительницы Чаби, Ахмед был убит. И хотя убийц поймали и казнили, противникам Ахмеда удалось донести до Хубилай-хана критику в адрес Ахмеда, и его труп был брошен собакам, кости раздавлены под колесами колесниц, сыновья убиты, а его фракция в правительстве утратила силу.

## Политическая деятельность
После получения поста контролера имперских житниц, учредил «Службу согласованных закупок» и «Службу регулярного управления» — суть которых была в закупке зерна по твердой цене и сохранения его на случай войны или голода. Его фискальная политика обеспечила правительство средствами, с 1262 года Ахмад добился выдвижения в тайный совет и получил должность, контролировавшую перевозки по империи и стал управлять финансами в Северном Китае: выпустил указы против плохого качества полотна, об улучшении работы золотых и серебряных литейных цехов и национализировал добычу асбеста.
В 1270 он возглавил один из трех отделов правительства, получив пост управляющего службой политических дел при Совете и надзирателя за имперской казной, однако в 1271 году отделы правительства оказались объединены и произошел конфликт между китайскими бюрократами, монгольской знатью и принцами. Тем не менее, под властью Ахмеда в 1276 году оказались и финансы Южного Китая, он ввел государственную монополию на соль и продолжил жесткую и непопулярную фискальную политику. Ахмед отстоял замену бумажной валюты Сун на новую валюту династии Юань, установив несправедливый курс 50 к 1 в пользу новой валюты, тем самым подорвав китайскую экономику.

## Критика
Учреждённые Ахмедом службы согласованных закупок и регулярного управления попросту конфисковывали имущество в пользу двора для того, чтобы Хубилай и бароны могли себе ни в чем не отказывать. Помимо этого, Ахмеда обвиняли в использовании власти для личного обогащения. Ахмед часто обменивал прибыльные места в правительственном аппарате на приглянувшихся ему женщин. Как отметил Марко Поло: 
«Не было красавицы, которую он пожелав, не мог бы получить, взяв в гарем, если она была незамужней, или иначе добившись её согласия. Узнав, что у кого-либо есть красивая дочь, он посылал своих наёмников, которые приходили к отцу девушки, говоря ему: „Отдай её в жёны Ахмаду, и мы уговорим его дать тебе губернаторство или пост на три года“. И тогда он отдавал дочь Ахмаду».
Основные противники Ахмеда - члены тайного совета при хане, с которыми он продолжал политическую борьбу в течение 20 лет и основным противником в нем — сын хана — Чан Вен-Чьен, убеждавший отца не ограничивать власть совета в пользу Ахмеда.
Вождь антиахмедовской группировки — Цуй Пин — жаловался, что Ахмед учреждает новые бесполезные правительственные службы для предоставления родственникам выгодных и влиятельных постов, и даже на время добился успеха, вычеркнув из списков государственных служащих родственников Ахмеда, но тому удалось обвинить Цуй Пина в нелегальной чеканке государственных печатей, что привело к казни китайского служащего и еще двух его единомышленников. Цуй Пин был одним из ближайших помощников Чан Вен-Чьена, который пытался предотвратить казнь. Смерть помощника стала причиной сильной ненависти сына хана к Ахмеду, приведшая к прямым стычкам между ними, после которых Ахмед начал бояться за свою жизнь.
Ахмед искусно подорвал авторитет одного из его крупных соперников — военачальника Баяна — обвиняя его в воровстве и убийствах без необходимости, до тех пор пока тот не потерял авторитет при дворе и больше не представлял угрозы для Ахмеда. После смерти Ахмеда многие из обвинений, выдвинутые им против Баяна, были опровергнуты, например, была найдена пропавшая нефритовая чаша, в краже которой обвиняли военачальника.